# Mabelis (Lebos)
Mabelis ist eine osttimoresische Aldeia im Suco Lebos (Verwaltungsamt Lolotoe, Gemeinde Bobonaro). 2015 lebten in der Aldeia 467 Menschen.

## Geographie
Mabelis liegt im Norden des Sucos Lebos. Südlich befindet sich die Aldeia Mapelai. Im Norden grenzt Mabelis an den Suco Saburai, im Osten an den Suco Gildapil, im Südosten an den Suco Lontas und im Westen an das indonesische Westtimor. Die Grenze zu Indonesien bildet der Fluss Malibaca. Der kleine Fluss zwischen Lebos und Gildapil heißt Phicigi.
Im Südosten befindet sich südlich des Phicigi das Dorf Mabelis. Westlich davon liegen die Berge Maubesi (1112 m) und Guipeci (1073 m), südlich der Berg Mapewa (1095 m).

## Politik
2023 wurde Markus Mali Leto zum Chefe de Aldeia gewählt.